# Metasia continualis
Metasia continualis là một loài bướm đêm trong họ Crambidae.